# باشگاه فوتبال تای‌فارمرز بانک
تای‌فارمرز بانک (به تایلندی: สโมสรฟุตบอลธนาคารกสิกรไทย) باشگاه فوتبال فروپاشیده تایلندی است. این باشگاه ۲ بار قهرمان جام باشگاه‌های آسیا و یک بار قهرمان جام باشگاهی آفریقا-آسیا شده‌است. باشگاه تای فارمرز متعلق به بانک کاسیکورن تایلند بود.
این باشگاه در دوران حیات ۱۳ ساله خود توانست در ۱۲ جام به قهرمانی برسد.
این باشگاه در سال 2000 در نتیجه عواقب بحران مالی آسیا در سال 1997 بر بانک کاسیکورن، مالک باشگاه، تعطیل شد.

## افتخارات

### کشوری
- تای لیگ
  - قهرمانی (۵): ۲۰۰۰، ۱۹۹۵، ۱۹۹۳، ۱۹۹۲، ۱۹۹۱
- جام ملکه
  - قهرمانی (۴): ۱۹۹۷، ۱۹۹۶، ۱۹۹۵، ۱۹۹۴

### بین‌المللی
- جام باشگاه‌های آسیا[۱]
  - قهرمانی (۲): ۱۹۹۴، ۱۹۹۵
- جام باشگاهی آفریقا-آسیا[۲]
  - قهرمانی (۱): ۱۹۹۴
  - نایب قهرمانی(۱):۱۹۹۵
- سوپرجام آسیا
  - نایب قهرمانی (۱): ۱۹۹۵